# Lust

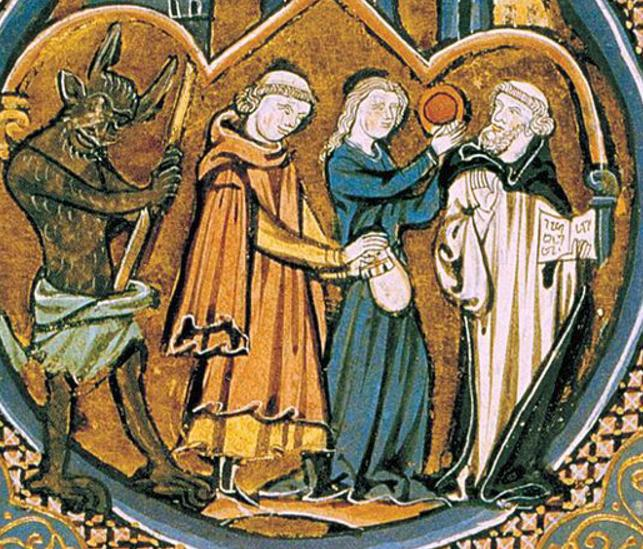
Een demon die zijn lust kenbaar maakt in een manuscript uit de 13e eeuw.

Lust is het verlangen om een behoefte te bevredigen. Vaak wordt het in beperkte zin gebruikt voor het seksueel verlangen. Wanneer het om iets anders gaat dan een seksueel verlangen hebben wordt er vaak een woord voorgeplaatst, zoals; eetlust, werklust, enzovoorts. In het Duits betekent het woord 'Lust' eveneens zoiets als 'ergens bijzonder veel zin in hebben'.
Een verzamelnaam voor de verschillende vormen van lust is lustgevoelens, waarbij onlust de tegenhanger is. Lust is terug te vinden in de literatuur en wetenschap. Zo heeft Sigmund Freud in het jaar 1905 geschreven over seksueel lustgedrag bij kinderen.
Een theorie van de psycholoog Abraham Maslow geeft aan dat er verschillende behoeftenniveaus zijn. Deze theorie wordt de Piramide van Maslow genoemd. Een mens zal zich eerst in zijn biologische of materiële behoeften moeten voorzien en vervolgens streven naar bevrediging van immateriële behoeften.

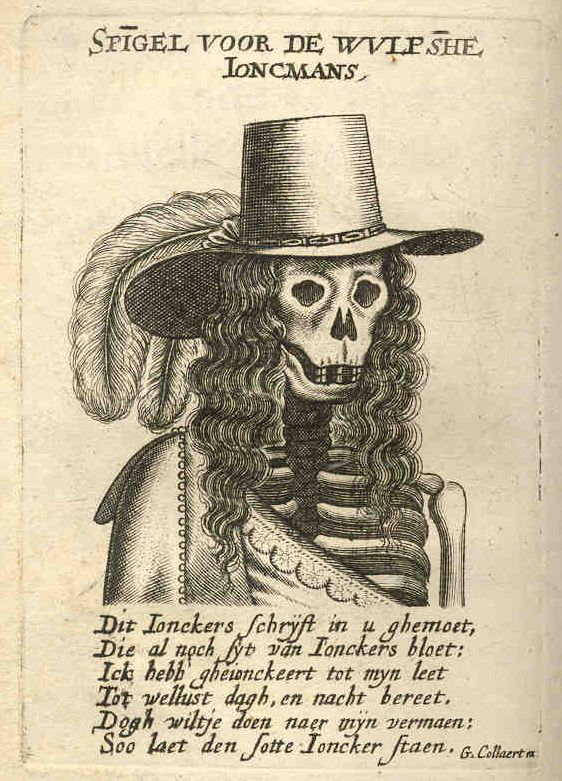
'Spiegel voor de Wulpse Jonkmans', uit Petrus Carpentier, Den droevighen miserere, ende de profvndis (1652) door Guillaume Collaert, Universiteit Gent - Boekentoren BIB.BL.008400

In de Katholieke Kerk wordt 'lust' aangeduid als de derde van de zeven hoofdzonden. Ook hierbij gaat het om seksuele lust. Een positieve benadering van 'lust' komt binnen het christendom óók voor. Zo luidt de eerste regel van Psalm 25, een in ietwat verouderd taalgebruik geschreven kerklied dat in sommige gereformeerde kerkgenootschappen wordt gezongen, 'Wie heeft lust de Heer te vrezen?' wat zoiets betekent als 'wie schept er behagen in om de wil van God te doen?'